# Mladen Palac
Mladen Palac,  (Donji Mamići, 18 febbraio 1971), è uno scacchista croato.
Ha ricevuto il titolo di Maestro Internazionale nel 1990 e di Grande Maestro nel 1993.

## Principali risultati
Quattro volte vincitore del campionato croato (2001, 2004, 2008 e 2012).
Nel 1998 vinse il Torneo internazionale di Bienne (sezione Grandi maestri).
Nel gennaio del 2003 si classificò pari primo con Jean-Luc Chabanon (secondo per spareggio tecnico) nel 45º Torneo di Capodanno di Reggio Emilia.
Nel 2005 è stato terzo nel campionato europeo blitz di Cannes (vinto da Robert Zelcić).
Con il 16º posto nel campionato europeo individuale del 2016 si è qualificato per la Coppa del Mondo del 2017, dove è stato eliminato nel primo turno da Jan Nepomnjaščij negli spareggi rapid.
Con la nazionale croata ha partecipato a sei olimpiadi degli scacchi dal 1996 al 2014, ottenendo complessivamente il 59,8% dei punti e a sette campionati europei a squadre, vincendo l'oro individuale nei campionati del 1997 a Pola e del 2005 a Göteborg.